# スティーヴ・ヘッグ
スティーヴ・エドワード・ヘッグ（Steve Edward Hegg、1963年12月3日 - ）は、アメリカ合衆国、デイナ・ポイント出身の元自転車競技選手。

## 来歴
1983年
- アメリカ合衆国選手権 団体追抜 優勝

1984年
- ロサンゼルスオリンピック
  -  個人追抜 優勝
  -  団体追抜 2位
- アメリカ合衆国選手権 個人追抜 優勝

1986年
- アメリカ合衆国選手権 個人追抜 優勝

1987年
- パンアメリカン競技大会 団体追抜 優勝

1988年、プロ転向
1994年
- アメリカ合衆国選手権 個人ロードレース 優勝